# ماجد سرور
ماجد سرور (مواليد 14 أكتوبر 1997، لاعب كرة قدم إماراتي يجيد اللعب في الدفاع مع نادي الوصل معار من نادي الشارقة في دوري الخليج العربي الإماراتي .

## مسيرة اللاعب
لعب مع نادي الشارقة وأعير إلى نادي الوصل في صيف 2024.

## روابط خارجية
- ماجد سرور على موقع Soccerway.com (الإنجليزية)